# Torta degli ebrei
La torta degli ebrei (in dialetto finalese: tibùia), chiamata anche sfogliata (sfuiàda) è una torta salata millefoglie tipica di Finale Emilia, in provincia di Modena.
Nonostante le origini e il nome, la pietanza non rientra nella cucina kashèr per la presenza di strutto di maiale negli ingredienti.

## Storia

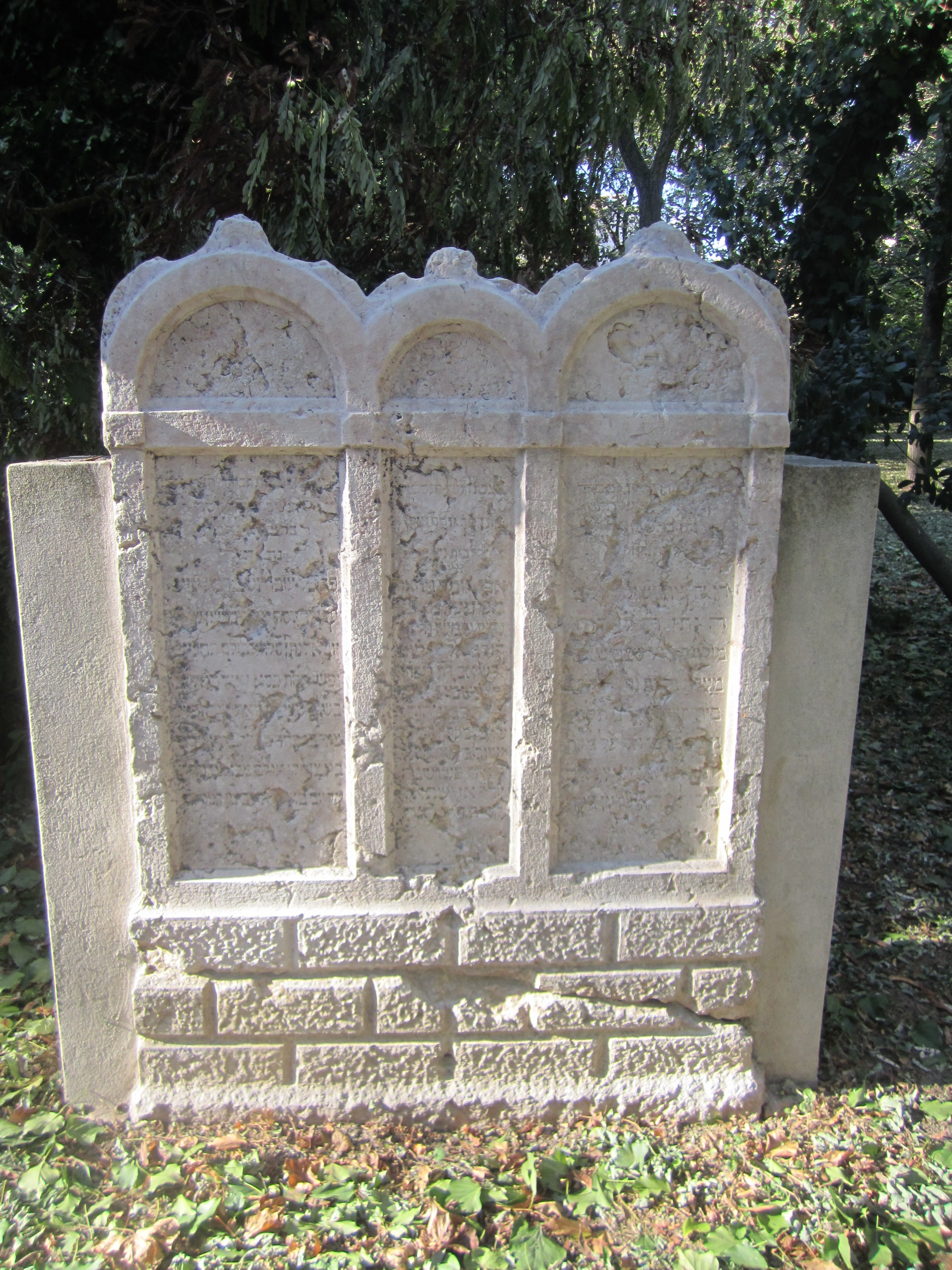
Tomba di Donato Donati presso il cimitero ebraico di Finale Emilia

Il primo documento archivistico di cui si dispone sulla storia dell'insediamento ebraico a Finale Emilia è del 1541. I primi israeliti che si installarono al Finale provenivano da altre città italiane. Il banchiere ferrarese Isacco da Norsa, assieme ai soci Davide da Modena e Giuseppe Lanternari, ottenne dal duca Ercole II la condotta del primo banco feneratizio a Finale; il primo continuò l’attività al suo banco della Ripa a Ferrara e gli altri erano i suoi mandatari in loco. Secondo ricerche storiche, presso l'archivio di stato di Modena è presente una denuncia del 1626 in cui un tale Giacomo Bertancini, durante il soggiorno in prigione, aveva rubato ad un ebreo una "torta grassa" e aveva osato mangiarla in tempo di Quaresima. Peraltro, risale al 1627 la realizzazione del cimitero ebraico di Finale Emilia.
La ricetta della torta salata rimase custodita dalla comunità israelitica di Finale Emilia fino all'unità d'Italia: infatti nel 1861 un ebreo chiamato Mandolino Rimini, figlio di Aronne, decise di convertirsi al cristianesimo, scegliendo il nome Giuseppe Maria Alfonso Alinovi. Egli venne ripudiato dalla comunità ebraica e, per vendicarsi di ciò, decise di rendere nota questa pietanza alla comunità finalese, vendendola con successo lungo i portici di Santa Caterina (attuale corso Giuseppe Mazzini). Sostituendo poi il grasso d'oca con lo strutto di maiale, si assicurò anche che i propri ex correligionari non potessero mangiare il suo prodotto.

## Preparazione

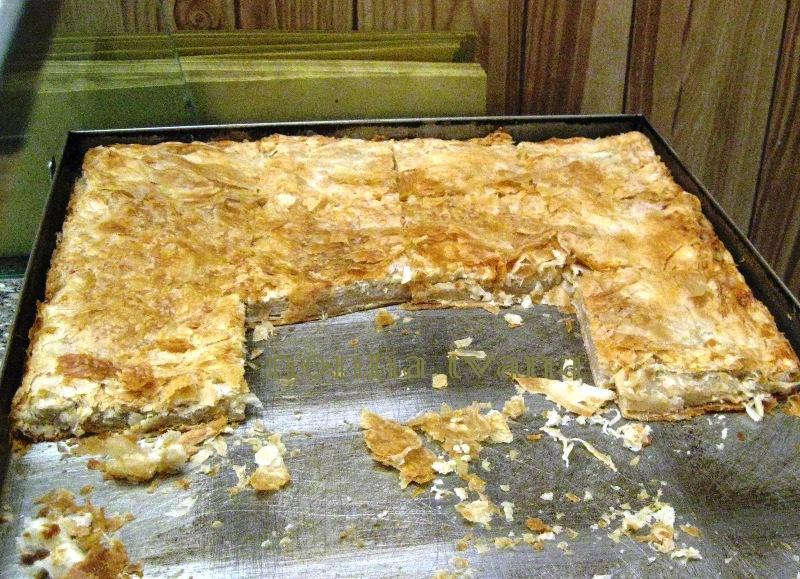
Una teglia di sfogliata

La preparazione della torta degli ebrei prevede l'impasto di farina, acqua e sale, fatto riposare per un'ora. L'ammasso viene poi tagliato in sei pezzi uguali, ognuno dei quali viene tirato a sfoglia fine. La pasta viene unta con strutto di maiale (in alternativa: grasso d'oca o margarina vegetale) e poi ripiegata otto volte e lasciata riposare. Questa procedura viene ripetuta quattro volte per ogni panetto: alla fine se ne ricavano sei strati sottili che sono adagiati uno ad uno, con molto formaggio Parmigiano-Reggiano grattugiato fra loro, in una teglia imburrata. Lo sfoglia superiore viene incisa a griglia e cosparsa di fiocchi di burro. La torta salata viene infine cotta e dorata in forno a 200° gradi per 30 minuti.
La torta degli ebrei può essere gustata calda, accompagnata da un cicchetto di anicione (andsòn), tipico liquore di Finale Emilia.

## Riconoscimento
La sfogliata o torta degli ebrei è inserita nell'elenco dei prodotti agroalimentari tradizionali della regione Emilia-Romagna.
Nel 2008, su spinta dell'allora assessore al Commercio di Finale Emilia, la Camera di Commercio di Modena ha inserito la sfogliata di Finale Emilia nell'elenco dei prodotti tutelati dal marchio "Tradizione e sapori di Modena" con disciplinare e controlli sulla produzione.
Dal 1994 l'amministrazione comunale di Finale Emilia organizza la tradizionale "Festa della Sfogliata" che si tiene durante la festività dell'8 dicembre. Durante la manifestazione è possibile assaggiare la sfogliata anche nella versione originale con grasso d'oca o grassi vegetali.

## Ricette simili
La torta degli ebrei di Finale Emilia è simile ad altre pietanze di origine israelitica della zona, come le buricche di Ferrara (che derivano, anche per il nome, dal noto börek turco) e le chizze di Reggio Emilia: in entrambi i casi, però, la pasta millefoglie viene piegata a tortello e farcita con vari ingredienti.